# Ctenodactylus
Ctenodactylus, del griego clasico κτείς (kteís), "peine", y δάκτυλος (dáktulos), "dedo", es un género de roedores histricomorfos de la familia Ctenodactylidae.

## Taxonomía
Se reconocen las siguientes especies:
- Ctenodactylus gundi
- Ctenodactylus vali